# Ōdai
Ōdai (japanska: 大台町?, Ōdai-chō) är en landskommun (köping) i Mie prefektur i Japan.  